# 潘潢
潘潢（1496年—1555年），字薦叔，號朴溪，直隸徽州府婺源縣（今江西婺源縣）人，明朝政治人物，正德己卯解元，联捷進士。嘉靖間官至戶部尚書。

## 生平
正德十四年（1519年）己卯科應天鄉試第一名舉人。正德十六年（1521年）會試第一百十名，登進士第三甲第二十八名。授浙江樂清縣知縣，徵為禮部儀制司主事，嘉靖六年（1527年）正月充《大禮全書》纂修官，八年升精膳司郎中，進《大學衍義》，勸經筵御講。九年六月升江西提學副使，調福建提學，以廷试岁贡生员潢所考上者黜落三人，十三年八月下巡按御史逮問，勘明後十四年二月升江西布政司参政，遷山東按察使，二十二年十月升雲南右布政使，二十四年閏正月升廣東左布政使，二十四年五月升南京光禄寺卿，十二月升南京太常寺卿，二十五年五月升户部右侍郎，二十六年四月升本部左侍郎，改吏部，二十八年十月升戶部尚書，因議條例不合，二十九年九月徙南京工部尚書，再轉南京兵部，留守南都，三十二年十月被劾致仕歸。嘉靖三十四年（1555年）卒，諡肅簡。

## 著作
有《樸溪集》。

## 家族
曾祖父潘炯資，贈知縣；祖父潘珏，曾任按察司僉事進階中順大夫；父潘鐸。母胡氏。重庆下。兄潘濟、潘滋、弟潘沐。子潘邦榮，國子生。